# Nordvalls gransumpskog
Nordvalls gransumpskog este o arie protejată (arie specială de conservare — SAC, sit de importanță comunitară — SCI) din Suedia întinsă pe o suprafață de 1,7 ha, integral pe uscat.

## Localizare
Centrul sitului Nordvalls gransumpskog este situat la coordonatele 64°04′24″N 19°28′43″E / 64.0733°N 19.4786°E.

## Înființare
Situl Nordvalls gransumpskog a fost declarat sit de importanță comunitară în decembrie 1998 pentru a proteja 1 specie de plante. Situl a fost protejat și ca arie specială de conservare în martie 2011.

## Biodiversitate
Situată în ecoregiunea boreală, aria protejată conține 1 habitat natural: Taiga vestică.
La baza desemnării sitului se află o specie protejată de  plante: Ranunculus lapponicus.